# Apentacentrus aurantiacus
Apentacentrus aurantiacus är en insektsart som beskrevs av Lucien Chopard 1935. Apentacentrus aurantiacus ingår i släktet Apentacentrus och familjen syrsor. Inga underarter finns listade i Catalogue of Life.